# Кочевала
Кочевала — река в России, протекает в Вологодской области, в Нюксенском районе. Устье реки находится в 180 км по правому берегу реки Сухона. Длина реки составляет 8 км.
Исток Кочевалы находится в лесах, в 15 км к юго-западу от Нюксеницы. Течёт на северо-запад в лесной, ненаселённой местности. За 400 метров до устья принимает слева свой крупнейший приток — Пендус. Впадает в Сухону 15 километрами выше Нюксеницы.

## Данные водного реестра
По данным государственного водного реестра России относится к Двинско-Печорскому бассейновому округу, водохозяйственный участок реки — Северная Двина от начала реки до впадения реки Вычегда, без рек Юг и Сухона (от истока до Кубенского гидроузла), речной подбассейн реки — Сухона. Речной бассейн реки — Северная Двина.
По данным геоинформационной системы водохозяйственного районирования территории РФ, подготовленной Федеральным агентством водных ресурсов:
- Код водного объекта в государственном водном реестре — 03020100312103000008985
- Код по гидрологической изученности (ГИ) — 103000898
- Код бассейна — 03.02.01.003
- Номер тома по ГИ — 03
- Выпуск по ГИ — 0